# Cell (časopis)
Cell je recenzirani naučni časopis koji objavljuje istraživačke radove u širokom spektru disciplina u okviru prirodnih nauka. Pokrivene oblasti obuhvataju molekularnu biologiju, citologiju, sistemsku biologiju, izvorne ćelije, biologiju razvića, genetiku i genomiku, proteomiku, instraživanja kancera, imunologiju, neuronauku, strukturnu biologiju, mikrobiologiju, virologiju, fiziologiju, biofiziku, i računarsku biologiju. Časopis je osnovao 1974. godine Bendžamin Levin i izlazi dva puta mesečno u izdanju Cell Press. Časopis štampa Elsevier.

## Spoljašnje veze
- Званични веб-сајт